# Zelotes rungwensis
Zelotes rungwensis är en spindelart som beskrevs av FitzPatrick 2007. Zelotes rungwensis ingår i släktet Zelotes och familjen plattbuksspindlar.
Artens utbredningsområde är Tanzania. Inga underarter finns listade i Catalogue of Life.